# Такое приятное убийство
«Такое приятное убийство» (англ. Sweet Killing) — кинофильм. В российском видеопрокате фигурировал также под названиями «Изящное убийство», «Тонкое убийство». Экранизация произведения, автор которого — Энгус Холл.
Теглайн фильма: «Совершенное убийство оборачивается совершенным адом».

## Сюжет
Чересчур самоуверенный бизнесмен решает убить свою жену, но вслед за этим начинается цепь странных событий, превращающих его жизнь в сущий ад.

## В ролях
- Энтони Хиггинс — Томми Данди
- Ф. Мюррей Абрахам — Зарго
- Майкл Айронсайд — инспектор Гарсия
- Лесли Хоуп — Ева Бишоп
- Андреа Ферреоль — Луиза
- Арон Тэйджер — офицер Липски